# Erovnuli Liga 2024
La Erovnuli Liga 2024 o Crystalbet Erovnuli Liga 2024 fue la edición número 36 de la Erovnuli Liga, la primera división del fútbol de Georgia. La temporada comenzará el 1 de marzo y finalizó el 8 de diciembre de 2024.
Para esta temporada el FC Saburtalo Tbilisi cambió su nombre a FC Iberia 1999.

## Sistema de competición
Los diez equipos participantes jugaron entre sí todos contra todos cuatro veces totalizando 36 partidos cada uno, al término de la fecha 36 el primer clasificado se proclamó campeón y obtuvo un cupo para la primera ronda de la Liga de Campeones de la UEFA 2025-26, mientras que el segundo y tercer clasificado consiguieron un cupo para la primera ronda de la Liga Conferencia de la UEFA 2025-26; por otro lado el último clasificado descendió a la Erovnuli Liga 2 2025, el penúltimo y antepenúltimo jugarán los play-offs de relegación ante dos equipos de la Erovnuli Liga 2 2024.
Un tercer cupo para la primera ronda de la Liga Conferencia de la UEFA 2025-26 fue asignado al campeón de la Copa de Georgia.

## Ascensos y descensos
| Pos. | Descendidos de la Erovnuli Liga 2023 |
| ---- | ------------------------------------ |
| 10.º | FC Shukura Kobuleti                  |

| Pos. | Ascendidos de la Erovnuli Liga 2 2023. |
| ---- | -------------------------------------- |
| 1.º  | FC Koljeti-1913 Poti                   |

## Equipos participantes
| Club                    | Ciudad    | Estadio                     | Capacidad |
| ----------------------- | --------- | --------------------------- | --------- |
| FC Dila Gori            | Gori      | Estadio Tengiz Burjanadze   | 5,000     |
| FC Dinamo Batumi        | Batumi    | Estadio de Batumi           | 20,000    |
| FC Dinamo Tbilisi       | Tbilisi   | Estadio Boris Paichadze     | 54,549    |
| FC Gagra                | Tbilisi   | Ilia Kokaia Football Center | 500       |
| FC Koljeti-1913 Poti    | Poti      | Estadio Fazisi              | 6,000     |
| FC Iberia 1999          | Tbilisi   | Estadio David Petriashvili  | 2,130     |
| FC Samgurali Tskhaltubo | Tsqaltubo | Estadio 26 de Mayo          | 12,000    |
| FC Samtredia            | Samtredia | Erosi Manjgaladze Stadium   | 3,000     |
| FC Telavi               | Telavi    | Estadio Givi Chokheli       | 12,000    |
| FC Torpedo Kutaisi      | Kutaisi   | Estadio Ramaz Shengelia     | 19,400    |

## Tabla de posiciones
| Pos. | Equipo                 | Pts. | PJ | G  | E  | P  | GF | GC | Dif. | Clasificación 2025                                  |
| ---- | ---------------------- | ---- | -- | -- | -- | -- | -- | -- | ---- | --------------------------------------------------- |
| 1    | FC Iberia 1999 (C)     | 75   | 36 | 23 | 6  | 7  | 74 | 46 | +28  | Primera fase clasificatoria de la Liga de Campeones |
| 2    | FC Torpedo Kutaisi     | 70   | 36 | 21 | 7  | 8  | 58 | 40 | +18  | Primera fase clasificatoria de la Liga Conferencia  |
| 3    | FC Dila Gori           | 68   | 36 | 19 | 11 | 6  | 58 | 30 | +28  | Primera fase clasificatoria de la Liga Conferencia  |
| 4    | FC Dinamo Batumi       | 55   | 36 | 15 | 10 | 11 | 42 | 41 | +1   |                                                     |
| 5    | FC Samgurali Tsqaltubo | 44   | 36 | 11 | 11 | 14 | 51 | 49 | +2   |                                                     |
| 6    | FC Koljeti-1913 Poti   | 41   | 36 | 9  | 14 | 13 | 48 | 58 | −10  |                                                     |
| 7    | FC Dinamo Tbilisi      | 39   | 36 | 9  | 12 | 15 | 33 | 44 | −11  |                                                     |
| 8    | FC Gagra (O)           | 38   | 36 | 11 | 5  | 20 | 36 | 53 | −17  | Promoción por la permanencia                        |
| 9    | FC Telavi (O)          | 34   | 36 | 8  | 10 | 18 | 32 | 43 | −11  | Promoción por la permanencia                        |
| 10   | FC Samtredia (D)       | 27   | 36 | 5  | 12 | 19 | 33 | 61 | −28  | Descendido a la Erovnuli Liga 2                     |

Actualizado a los partidos jugados el 8 de diciembre de 2024.
 Fuente: Erovnuli Liga, Soccerway

## Resultados
| Local \ Visitante    | DIL | DBT | DTB | GAG | IBE | KOL | SMG | SAM | TEL | TKU |
| -------------------- | --- | --- | --- | --- | --- | --- | --- | --- | --- | --- |
| FC Dila Gori         |     | 0–0 | 2–1 | 2–0 | 3–1 | 1–1 | 1–1 | 3–0 | 1–0 | 1–1 |
| FC Dinamo Batumi     | 0–2 |     | 2–0 | 0–1 | 2–3 | 1–0 | 1–0 | 3–1 | 1–1 | 3–2 |
| FC Dinamo Tbilisi    | 2–2 | 1–2 |     | 2–0 | 1–0 | 0–0 | 2–0 | 1–1 | 0–0 | 1–0 |
| FC Gagra             | 0–1 | 1–3 | 0–2 |     | 4–0 | 2–0 | 0–0 | 2–1 | 2–0 | 0–1 |
| FC Iberia 1999       | 1–4 | 3–0 | 1–0 | 3–1 |     | 0–2 | 1–2 | 2–2 | 1–0 | 3–3 |
| FC Koljeti-1913 Poti | 1–3 | 2–2 | 2–2 | 2–1 | 1–2 |     | 3–3 | 2–0 | 3–1 | 2–5 |
| FC Samgurali         | 0–1 | 0–1 | 3–1 | 2–0 | 2–3 | 1–1 |     | 4–0 | 2–1 | 1–3 |
| FC Samtredia         | 0–0 | 2–2 | 0–0 | 1–3 | 0–3 | 1–1 | 2–0 |     | 1–2 | 0–0 |
| FC Telavi            | 0–1 | 0–1 | 4–0 | 1–0 | 0–3 | 1–1 | 2–1 | 0–0 |     | 0–0 |
| FC Torpedo Kutaisi   | 1–0 | 1–0 | 0–0 | 2–1 | 2–3 | 3–2 | 3–1 | 4–1 | 1–0 |     |

| Local \ Visitante    | DIL | DBT | DTB | GAG | IBE | KOL | SMG | SAM | TEL | TKU |
| -------------------- | --- | --- | --- | --- | --- | --- | --- | --- | --- | --- |
| FC Dila Gori         |     | 1–2 | 1–0 | 0–0 | 1–3 | 1–2 | 2–1 | 3–2 | 1–1 | 1–1 |
| FC Dinamo Batumi     | 0–2 |     | 1–1 | 3–2 | 0–1 | 0–0 | 0–0 | 1–2 | 1–0 | 1–1 |
| FC Dinamo Tbilisi    | 1–1 | 1–2 |     | 0–1 | 0–2 | 3–2 | 0–1 | 1–1 | 5–1 | 1–2 |
| FC Gagra             | 0–5 | 1–1 | 0–0 |     | 1–2 | 3–1 | 1–3 | 2–1 | 2–0 | 0–3 |
| FC Iberia 1999       | 3–2 | 3–0 | 3–0 | 1–1 |     | 1–1 | 1–1 | 3–1 | 1–1 | 3–0 |
| FC Koljeti-1913 Poti | 2–2 | 0–1 | 3–0 | 2–1 | 2–6 |     | 1–1 | 0–0 | 0–0 | 3–1 |
| FC Samgurali         | 0–1 | 3–3 | 1–2 | 4–2 | 3–4 | 3–0 |     | 1–0 | 2–2 | 2–1 |
| FC Samtredia         | 0–1 | 0–1 | 1–1 | 2–0 | 0–1 | 1–3 | 2–2 |     | 2–1 | 2–1 |
| FC Telavi            | 1–0 | 2–1 | 0–1 | 0–1 | 1–2 | 3–0 | 0–0 | 5–2 |     | 1–2 |
| FC Torpedo Kutaisi   | 1–5 | 1–0 | 2–0 | 2–0 | 2–1 | 2–0 | 1–0 | 2–1 | 1–0 |     |

## Promoción de permanencia
| 12 de diciembre de 2024 | Sioni Bolnisi  | 1:1 (1:0) | Gagra       | Tamaz Stepania Stadium, Bolnisi  |                                  |
| 13:00                   | Makatsaria 44' | Reporte   | Tchamba 83' | Árbitro(s): Irakli Kvirikashvili | Árbitro(s): Irakli Kvirikashvili |

| 16 de diciembre de 2024                                                                           | Gagra                                                                                                | 2:2 (0:1, 1:1) (t. s.)(7:6 p.)(Global 3:3) | Sioni Bolnisi                                                                                           | David Petriashvili Stadium, Tbilisi |                               |
| 13:00                                                                                             | Kimadze 52' · Nozadze 104'                                                                           | Reporte                                    | Rekhviashvili 45+2' · Tsirdava 94'                                                                      | Árbitro(s): Giorgi Kruashvili       | Árbitro(s): Giorgi Kruashvili |
|                                                                                                   | | Tiros desde el punto penal                 | |                                     |                               |
|                                                                                                   | Gabiskiria · Augusto · Kharebashvili · Nadareishvili · Lomtadze · Tchavtchanidze · Ubilava · Tchamba |                                            | Sitchinava · Tsirdava · Potskhveria · Ugrekhelidze · Khabelashvili · Rekhviashvili · Shonia · Kapanadze |                                     |                               |
| Gagra permanece en la Erovnuli Liga, mientras que Sioni Bolnisi se mantiene en la Erovnuli Liga 2 | |                                            | |                                     |                               |

| 12 de diciembre de 2024 | Telavi                              | 2:1 (1:0) | Rustavi       | Caucasus Arena, Telavi            |                                   |
| 18:00                   | Tsnobiladze 45+6' · Georgijević 60' | Reporte   | Kilasonia 83' | Árbitro(s): Giorgi Kikacheishvili | Árbitro(s): Giorgi Kikacheishvili |

| 16 de diciembre de 2024                                                                      | Rustavi    | 1:1 (1:0, 0:1) (t. s.)(Global 2:3) | Telavi        | GFF Technical Centre, Rustavi |                             |
| 15:00                                                                                        | Nakano 12' | Reporte                            | Zhividze 116' | Árbitro(s): Aleko Aptsiauri   | Árbitro(s): Aleko Aptsiauri |
| Telavi permanece en la Erovnuli Liga, mientras que Rustavi se mantiene en la Erovnuli Liga 2 |            |                                    |               |                               |                             |

## Máximos goleadores
- Actualizado el 8 de diciembre de 2024[5]

| Pos. | Jugador           | Club                   | Goles |
| ---- | ----------------- | ---------------------- | ----- |
| 1    | Bjørn Johnsen     | FC Torpedo Kutaisi     | 22    |
| 2    | Tayrell Wouter    | FC Dila Gori           | 19    |
| 3    | Giorgi Kokhreidze | FC Iberia 1999         | 16    |
| 4    | Cheikne Sylla     | FC Iberia 1999         | 14    |
| 5    | Levan Kutalia     | FC Samgurali Tsqaltubo | 11    |